# Drosophila desavrilia
Drosophila desavrilia este o specie de muște din genul Drosophila, familia Drosophilidae, descrisă de Tsacas în anul 1985.
Este endemică în Madagascar. Conform Catalogue of Life specia Drosophila desavrilia nu are subspecii cunoscute.